# Mikhaïl Ignatiev (homme politique)
Pour l’article homonyme, voir Mikhail Ignatyev.
Mikhaïl Vassilievitch Ignatiev (en tchouvache : Михал Ваçлин ывăл Йăкăнатьев, Mihal Vaślin yvӑl Jӑkӑnatjev ; en russe : Михаи́л Васи́льевич Игна́тьев) (né le 8 janvier 1962 dans la République socialiste soviétique autonome tchouvache (RSFS de Russie, URSS) et mort le 18 juin 2020 à Saint-Pétersbourg (Russie)) est un homme politique tchouvache qui a gouverné la Tchouvachie de 2010 à 2020.

## Carrière

### Politique
De 1996 à 1999, Mikhaïl Ignatiev est vice-ministre de l'Agriculture et de l'Alimentation de Tchouvachie. Le 14 janvier 2002, il est nommé premier vice-président du Cabinet des ministres en remplacement de Petr Ivantaev par le président de Tchouvachie Nikolaï Fiodorov.

### Président de la République de Tchouvachie

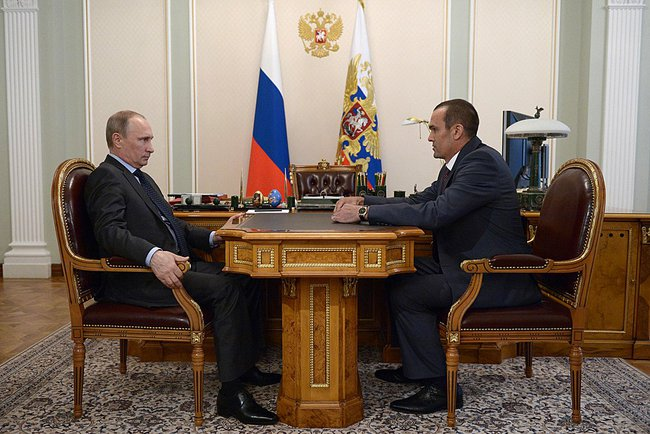
Mikhaïl Ignatiev et le président Vladimir Poutine en 2014.

Le 28 juillet 2010, Mikhaïl Ignatiev est nommé par le Conseil d'État de la République de Tchouvachie président de la république de Tchouvachie sur proposition du président Dmitri Medvedev. Au conseil d'État, 37 députés votent pour, cinq contre et un s'abstient. Il prend ses fonctions le 29 août.
Le 1er janvier 2012, son titre est changé en gouverneur de Tchouvachie. Le 9 juin 2015, il est nommé chef de la République par intérim par le président Vladimir Poutine et le 13 septembre, il est ensuite élu pour un second mandat avec 65,54 % des suffrages exprimés.

### Congédiement
Le 18 janvier 2020, Mikhaïl Ignatiev appelle à « l'anéantissement » des journalistes qui critiquent le gouvernement lors d'un discours à l'occasion de la Journée nationale de la presse.
Le 23 janvier, Mikhaïl Ignatiev passe en revue les équipements de secours de la capitale Cheboksary  avec le chef du service d'intervention d'urgence de la ville et le ministre de la Défense civile de Tchouvachie. Lors d'une cérémonie où les clés de plusieurs nouveaux camions de pompiers doivent être remises aux sauveteurs, il contraint un pompier plus petit que lui à sauter plusieurs fois en l'air pour attraper les clefs. La scène est filmée, et le comportement de Mikhaïl Ignatiev jugé indigne d'un gouverneur.
Le 28 janvier, Mikhaïl Ignatiev est exclu du parti Russie unie et le 29 janvier, le président Poutine le limoge de ses fonctions à la tête de la République de Tchouvachie et le remplace par Oleg Nikolaïev à la tête par intérim,.

## Après son congédiement
Le 20 mai 2020, Mikhaïl Ignatiev dépose un recours contre Poutine auprès de la Cour suprême de la fédération de Russie pour licenciement abusif et son procès est accepté le 21 mai, les audiences devant commencer le 30 juin.
Le 27 mai, il est hospitalisé pour une pneumonie bilatérale avec des lésions pulmonaires étendues. Le 18 juin, dans un hôpital de Saint-Pétersbourg, Mikhaïl Ignatiev meurt d'une insuffisance cardiaque après avoir contracté la COVID-19 .